# Iosefo Verefou
Iosefo Gerrard Verevou (5 gennaio 1996) è un calciatore figiano, attaccante del Rewa e della Nazionale figiana.

## Carriera

### Club
Ha sempre giocato nel campionato figiano.

### Nazionale
Ha partecipato ai Mondiali Under-20 del 2015.
È stato convocato per le Olimpiadi del 2016.

## Palmarès

### Club

#### Competizioni nazionali
- National Football League: 1

Suva: 2020